# Scolopendra abnormis
Scolopendra abnormis é uma espécie de Quilópode da família Scolopendridae. É endémica de Maurícia.